# Иванов, Фёдор Фёдорович
Фёдор Фёдорович Ивано́в (1777—1816) — русский поэт, переводчик, драматург.

## Биография
Сын генерал-майора Ф. И. Иванова, выдвинувшегося из солдат-гвардейцев императрицы Елизаветы Петровны. С рождения записан унтер-офицером в лейб-гвардейский Семёновский полк; числился в отпуске до окончания наук. Воспитывался под руководством профессора Московского университета В. К. Аршеневского в университетском Благородном пансионе, после окончания которого (1794) поступил на морскую военную службу. В 1797 году вышел в отставку в звании капитана. В 1799 году поступил на гражданскую службу в Московское комиссариатское депо, где служил до конца жизни (дослужился до чина коллежского асессора).
Поселившись в Москве, Иванов быстро вошёл в литературное общество, сблизился с А. Ф. Мерзляковым, Ф. Ф. Кокошкиным, М. Т. Каченовским и др., стал театральным завсегдатаем, играл в домашних спектаклях Кокошкина.
Литературную деятельность Иванов начал стихотворениями в журнале «Ипокрена, или Утехи любословия» (1800). Участвовал в «Санкт-Петербургском Вестнике», «Вестнике Европы», «Амфионе», «Трудах Московского общества любителей словесности» и других.
Известен как писатель и переводчик драматических произведений, из которых успехом пользовались одноактная драма в стихах «Семейство Старичковых» (1808; 3 изд.), комедии «Не всё то золото, что блестит» и «Женихи, или Век живи и век учись» (обе — 1808). Главное произведение — трагедия «Марфа Посадница, или Покорение Новагорода», написанная по сюжетной основе одноимённой повести Н. М. Карамзина и поставленная в 1809.
Его сочинения и переводы были изданы в Москве в 1824 году с биографией, написанной А. Ф. Мерзляковым.
По отзывам современников, Иванов был большой весельчак и заядлый театрал. У себя он устраивал литературные вечера и принимал участие в любительских спектаклях на домашнем театре С. С. Апраксина. Будучи приятным собеседником, остроумцем и мастером экспромтов, Иванов являлся достопримечательностью литературного мира допожарной Москвы, хотя «литература была только отдохновением его» от дел службы.

## Семья
Женат на Екатерине Ивановне Кошелевой (1789—?), дочери подполковника Ивана Родионовича Кошелева (1753—1818) от брака его с Елизаветой Петровной Меншиковой (ум. 1797), правнучкой светлейшего князя А. Д. Меншикова.
В браке они имели двух дочерей:
- Наталья (1813—1875), знакомая поэта М. Ю. Лермонтова, который был страстно ей увлечен. Была замужем за поручиком Николаем Михайловичем Обресковым (1802—1866), сыном М. А. Обрескова.
- Дарья (ум. 1872), замужем за курским помещиком Борисом Дмитриевичем Островским.

Овдовев, Екатерина Ивановна в 1818 году вторично вышла замуж за полковника Михаила Николаевича Чарторижского. От этого брака родилась ещё одна дочь — Софья.